# Lembah Kuamang
Lembah Kuamang is een bestuurslaag in het regentschap Bungo van de provincie Jambi, Indonesië. Lembah Kuamang telt 3134 inwoners (volkstelling 2010).